# Kovalivka, Holovanivsk
Kovalivka (în ucraineană Ковалівка) este un sat în comuna Klînove din raionul Holovanivsk, regiunea Kirovohrad, Ucraina.